# (105) Artemis
(105) Artemis ist ein Asteroid des inneren Hauptgürtels, der am 16. September 1868 vom US-amerikanischen Astronomen James Craig Watson am Detroit Observatory in Ann Arbor entdeckt wurde.
Der Asteroid wurde benannt nach Artemis (römischer Name Diana, siehe auch bei Asteroid (78) Diana). Sie war die Tochter des Zeus und der Leto und die Zwillingsschwester von Apollon. Sie war die Mondgöttin und die Göttin der Jagd. In der römischen Mythologie war sie als Lucina auch die Göttin der Geburt und die Schutzpatronin unverheirateter Mädchen und der Keuschheit.
Aufgrund der Bahneigenschaften wird (105) Artemis zur Phocaea-Familie gezählt.

## Wissenschaftliche Auswertung
Mit Daten radiometrischer Beobachtungen im Infraroten von 1974 am Cerro Tololo Inter-American Observatory in Chile wurden für (105) Artemis erstmals Werte für den Durchmesser und die Albedo von 126 km bzw. 0,04 bestimmt. Radarastronomische Messungen am 10. und 11. Juni 1988 am Arecibo-Observatorium bei 2,38 GHz führten zur Bestimmung eines effektiven Durchmessers von 119 ± 17 km. Aus Ergebnissen der IRAS Minor Planet Survey (IMPS) wurden 1992 Angaben zu Durchmesser und Albedo für zahlreiche Asteroiden abgeleitet, darunter auch (105) Artemis, für die damals Werte von 119,1 km bzw. 0,05 erhalten wurden. Eine Auswertung von Beobachtungen durch das Projekt NEOWISE im nahen Infrarot führte 2011 zu vorläufigen Werten für den Durchmesser und die Albedo im sichtbaren Bereich von 119,0 km bzw. 0,05. Nachdem die Werte nach neuen Messungen mit NEOWISE 2012 auf 112,9 km bzw. 0,03 korrigiert worden waren, wurden sie 2014 auf 94,9 km bzw. 0,04 geändert. Nach der Reaktivierung von NEOWISE im Jahr 2013 und Registrierung neuer Daten wurden die Werte 2016 angegeben mit 128,5 km bzw. 0,03, diese Angaben beinhalten aber hohe Unsicherheiten.
Eine spektroskopische Untersuchung von 820 Asteroiden zwischen November 1996 und September 2001 am La-Silla-Observatorium in Chile ergab für (105) Artemis eine taxonomische Klassifizierung als Caa- bzw. Ch-Typ.
Eine photometrische Beobachtung des Asteroiden fand erstmals statt im Mai 1977, allerdings ohne verwertbares Ergebnis. Bei einer weiteren Beobachtung am 16. Januar 1980 am La-Silla-Observatorium in Chile konnte bei den Beobachtung einer einzelnen Nacht nur ein kleiner Abschnitt einer möglichen Lichtkurven-Periodizität erfasst werden, so dass wieder nur eine grobe Abschätzung für eine Rotationsperiode von >24 h möglich war. Auch die Beobachtungen während fünf weiterer Nächte vom 18. bis 25. Januar 1980 am gleichen Ort erbrachten zunächst keine eindeutigen Resultate hinsichtlich der Rotationsperiode. Eine erneute Bewertung der Daten in 1989 führte dann zu einer Periode von 16,84 h mit einer guten Übereinstimmung mit den Messwerten.
Bei neuen photometrischen Messungen von September bis November 1996 sowie im April und Mai 1999 an der Außenstelle Tshuhujiw des Charkiw-Observatoriums in der Ukraine und am Krim-Observatorium in Simejis führte die Auswertung allerdings zu einem abweichenden Wert von 18,56 h. Es wurden daher weitere Beobachtungen des Asteroiden für notwendig erachtet. Aus den Beobachtungen der Jahre 1977, 1980, 1996 und 1999 wurde dann in der Ukraine in einer Untersuchung von 2002 für (105) Artemis eine Rotationsperiode von 18,550 h bestimmt. Es wurde außerdem eine Position für die Rotationsachse mit prograder Rotation sowie die Achsenverhältnisse eines dreiachsig-ellipsoidischen Gestaltmodells für den Asteroiden hergeleitet. Eine erneute Messung vom 17. bis 24. Juli 2003 am Oakley Observatory des Rose-Hulman Institute of Technology in Indiana ergab wieder einen abweichenden Periodenwert von 17,80 h.
Zur Unterstützung von radarastronomischen Beobachtungen am Arecibo-Observatorium erfolgten im April 2006 photometrische Messungen in einer Zusammenarbeit von Forschern aus Colorado, North und South Dakota. Die aufgezeichneten Daten wurden zu einer Rotationsperiode von 37,16 h ausgewertet, nahezu exakt der doppelte Wert, wie er in der Ukraine bestimmt worden war. Außerdem wurde ein Gestaltmodell mit einer abgeflachten ellipsoidischen Form berechnet und mögliche Positionen des Rotationspols bestimmt, wobei eine retrograde Rotation präferiert wurde.
Nachdem die früheren Versuche zur Bestimmung der Rotationsperiode des Asteroiden aufgrund der langperiodischen und unregelmäßigen Lichtkurve zu Werten geführt hatten, die in einem weiten Bereich differierten, konnten neue Beobachtungen vom 12. Mai bis 10. Juli 2010 am Organ Mesa Observatory in New Mexico die lange Periode mit 37,150 h bestätigen. Weitere photometrische Beobachtungen erfolgten dann vom 10. Januar bis 1. Februar 2021 mit den ferngesteuerten Teleskopen TRAPPIST-North am Oukaïmeden-Observatorium in Marokko und TRAPPIST-South am La-Silla-Observatorium in Chile. Aus der Lichtkurve wurde auch hier eine ähnliche Rotationsperiode von 37,05 h bestimmt.
Zwischen 2012 und 2018 wurden mit der All-Sky Automated Survey for Supernovae (ASAS-SN) auch photometrische Daten von 20.000 Asteroiden aufgezeichnet. Auf mehr als 5000 davon konnte erfolgreich die Methode der konvexen Inversion angewendet werden, darunter auch (105) Artemis, für die in einer Untersuchung von 2021 erstmals ein dreidimensionales Gestaltmodell für eine Rotationsachse mit prograder Rotation und einer Periode von 37,118 h berechnet wurde.
Abschätzungen von Masse und Dichte für den Asteroiden (105) Artemis aufgrund von gravitativen Beeinflussungen auf Testkörper ergaben in einer Untersuchung von 2012 eine Masse von etwa 1,53·1018 kg, was mit einem angenommenen Durchmesser von etwa 119 km zu einer Dichte von 1,73 g/cm³ führte bei einer Porosität von 23 %. Diese Werte besitzen allerdings eine Unsicherheit im Bereich von ±38 %.

## Trivia
Der Name des Asteroiden wurde 1944 verwendet für die Taufe des US-amerikanischen Angriffsfrachtschiffs (Attack Cargo Ship) USS Artemis (AKA-21), es war der Prototyp einer ganzen Serie von solchen Schiffen. Von der Artemis-Klasse wurden 1944 und 1945 insgesamt 32 Schiffe gebaut, die mit wenigen Ausnahmen alle nach Asteroiden benannt wurden.